# Escape from Bug Island
Escape from Bug Island (noto come Necro-Nesia (ネクロネシア?, Nekuroneshia) in Giappone), è un videogioco survival horror, uscito in Giappone nel 2006 e in Nord America nel 2007.

## Trama
Il gioco inizia con Ray, Mike e Michelle che approdano nell'isola misteriosa di Beelzebub. All'inizio del gioco, il giocatore disporrà di un ramo d'albero e delle pietre che fungono da armi a distanza, ma col progredire del gioco, le armi disponibili saranno più numerose e più potenti, persino armi a due mani o armi da fuoco; tali armi potranno essere trovate in varie grotte, che però conterranno anche oggetti bonus, tra cui anche una torcia. Nella prima metà del gioco, Ray, protagonista e personaggio giocabile, incontrerà vari personaggi. Alcuni potranno però morire in base alla storia, ma visitando la Grotta del Tempo si potrà ripetere una parte del gioco in modo da tentare di salvare tali personaggi. Tra i boss presenti nel gioco troviamo un gorilla, un ragno gigante e persino il mostro Beelzebub, omonimo all'isola. Il boss finale, invece, è Robert, un umano mutatosi in un insettoide. Sconfitto Robert, nell'epilogo Ray fuggirà dall'isola, ma a seconda delle scelte fatte dal giocatore, egli scapperà da solo o in compagnia.

## Modalità di gioco
Il gioco è un Survival Horror in terza persona, dove il giocatore può utilizzare le armi semplicemente scuotendo il telecomando Wii nella direzione desiderata. È possibile anche premere il tasto C del Nunchuk per accendere la torcia, che tuttavia attrae gli insetti rendendo più difficile il gioco.

## Personaggi
- Ray: il protagonista del gioco, impersonato dal giocatore. Odia gli insetti, ma è venuto nell'isola è l'amore per Michelle, che al contrario è appassionata di insetti.
- Mike: il miglior amico di Ray, è al corrente della storia d'amore tra Ray e Michelle, e mentre il trio si trova vicino al falò, confesserà di essere anche lui innamorato di Michelle.
- Michelle: studiosa di insetti, arriva nell'isola per studiare le Necro Notes del suo autore preferito. È contesa tra i due protagonisti maschili, Ray e Mike.

## Accoglienza
| Testata                         | Giudizio |
| ------------------------------- | -------- |
| Metacritic (media al 29-6-2019) | 37/100   |
| Destructoid                     | 3.5/10   |
| EGM                             | 2.67/10  |
| Famitsū                         | 28/40    |
| GameSpot                        | 3.5/10   |
| GameZone                        | 4.1/10   |
| IGN                             | 4/10     |
| Jeuxvideo.com                   | 5/20     |
| NGamer                          | 48%      |
| Nintendo Power                  | 3.5/10   |
| Nintendo World Report           | 4/10     |

Le impressioni critiche della E3 riguardo a Escape from Bug Island sono state piuttosto negative, a causa di scarsa grafica, controlli imbarazzanti e animazioni scadenti. Secondo il sito web IGN, il gameplay era "privo di qualsivoglia cosa potesse divertire".
La rivista giapponese Famitsū ha votato il gioco 28/40.
Il gioco ha venduto solo 1934 copie nel 2 dicembre 2006, il giorno dell'uscita per Wii in Giappone. Stando a Nintendo Power, le recensioni sfavorevoli nei confronti di Necro-Nesia avevano portato la Eidos a rifinire molti degli aspetti del gioco durante la localizzazione in Occidente, inclusi i problemi ai controlli e quelli generali trovati a fine livello.